# Loco (Tu forma de ser)
Loco, también conocido como Tu forma de ser, es una canción del grupo de rock argentino Los Auténticos Decadentes, lanzada en su álbum debut El milagro argentino en 1989. Es uno de los grandes éxitos del grupo.

## Historia
La canción fue escrita en letra y música por Jorge Serrano. Estuvo guardada unos tres o cuatro años antes de ver la luz, puesto que el autor en ese momento tocaba en la banda Todos Tus Muertos, y la canción no encajaba en el repertorio más combativo del grupo.
La canción está dedicada a una mujer imaginaria. “Cuando la hice todavía no había conocido a nadie así, entonces me imaginaba una situación en la que aparecía esa mujer. No era una persona real sino un deseo: en ese momento estaba solo, quería conocer a una chica y entonces hice esa canción. Y bueno, al poco tiempo conocí a mi mujer, la madre de mis hijos”, contó el autor.
Cuando salió al mercado El milagro argentino, las primeras canciones que sonaron en la radio fueron «Vení Raquel» y «Entregá el marrón». En ese momento, Los Auténticos Decadentes fueron catalogados solamente como una banda divertida y pocos apostaban por un futuro auspicioso. Un año después apareció en todos los medios «Loco (Tu forma de ser)», llevando a la banda a incrementar enormemente su público y popularidad.

## Reconocimientos
La canción tuvo una gran aceptación por parte del público hasta el día de hoy. En 2002 fue considerada como la 76° mejor canción del rock argentino de la lista de Los 100 Hits por la revista Rolling Stone. 
En 2007 fue considerada por la página Rock.com.ar como la 100° mejor canción del rock argentino de la lista de Las 100 de los 40.
Es una de las canciones más coreadas por las hinchadas de fútbol, no sólo en la Argentina sino también en otras partes del mundo.

## Versiones
- En el año de 1993 el grupo mexicano llamado "Atake realizan una versión la cual debido a que no se hizo tan popular quedó en el olvido pero eso no le quita el mérito a que gracias a este grupo la canción se dio a conocer en todo México.
- En 2001 El grupo Alberto y Roberto del norte de México realizan una versión tremendamente popular y que resulta la versión más conocida en México.
- En 2002, el grupo regiomontano Los Payasónicos, lanzó una versión de la de la canción inspirada en el cover de Alberto y Roberto, la cual terminarían interpretando con Los Auténticos Decadentes en un show en vivo.
- En 2009 la agrupación argentina Banda de Turistas realizó una versión de la canción para el compilado La 100 Vivo, en el que diferentes artistas reinterpretaban clásicos nacionales e internacionales.
- En 2017 la banda argentina Los Tipitos realizó una versión de la canción. Grabada en Romaphonic por Tomás Vigo y Emanero para el álbum Rock Nacional, con Mariano Custodio en teclados. Versión, arreglos y producción: Emanero y Los Tipitos.
- Numerosas hinchadas de fútbol argentinas e internacionales utilizaron como base esta canción para sus cánticos. Desde Racing Club con su «De la mano de Costas la vuelta vamo' a dar»[4] hasta Peñarol, de Uruguay, con «El día que me muera me van a cremar».[5]

## Posicionamiento en listas
| Lista (1992)  | Mejor posición |
| ------------- | -------------- |
| Chile (UPI)   | 4              |
| Uruguay (UPI) | 1              |